# Turó de Solanes (Caldes de Montbui)
El Turó de Solanes, o Puig de Solanes, és una muntanya de 705,6 metres d'altitud que es troba entre els termes municipals de Sant Feliu de Codines i de Caldes de Montbui, tots dos a la comarca del Vallès Oriental.
És en el sector nord del terme de Caldes de Montbui i en el sud-oest del de Sant Feliu de Codines, a la dreta del torrent del Prat de Dalt. El termenal entre les dues poblacions esmentades travessa pel mig el turó de nord-oest a sud-est, en línia diagonal recta. En el vessant de Caldes de Montbui queden les masies de les Solanes, al nord-oest, la Beliarda, a l'oest, i el Fonoll, al sud-oest. En el de Sant Feliu de Codines, la masia de la Buana i la petita urbanització de les Solanes.